# 오라녜나사우 여백작 자리아
요아나 자리아 니콜리네 밀로우(네덜란드어: Joanna Zaria Nicoline Milou, 2006년 6월 18일 ~ )는 네덜란드의 프리소 왕자와 그 아내 마벌 비서 스밋 사이에서 태어난 차녀로 베아트릭스 여왕의 손녀이다. 형제로 언니 루아나가 있다. 아버지 요한 프리소가 마벌과 결혼하면서 왕위계승권을 포기했기 때문에 네덜란드 왕위 계승권은 없다. 다만 조지 2세의 딸 앤이 오라녜나사우 왕실의 직계 선조이기 때문에 영국 왕위 계승권을 보유하고 있다.